# Segreto Pubblico
Segreto pubblico è il secondo album in studio di Carmelo Pipitone, pubblicato nel 2020.

## Descrizione
Il disco, uscito il 20 novembre 2020 per "Blackcandy Produzioni", è stato anticipato dal singolo Le mani di Rodolfo.
L’album è composto da undici brani che fondono cantautorato, folk e rock. La produzione è ancora a cura di LEF (Lorenzo Esposito Fornasari) già produttore del primo album Cornucopia e compagno di Pipitone nella band O.R.k.

## Tracce
Testi e musiche di Carmelo Pipitone, eccetto dove indicato.
1. Intro – 1:44
2. Nera – 1:59
3. Le mani di Rodolfo – 2:49
4. Gabriè – 3:47
5. L'intelligenza delle bestie – 2:12
6. Giusti – 3:04 (testo: Alex Boschetti)
7. Lei – 3:53
8. Il Mio Vecchio Mondo (Voce narrante: Alex Boschetti) – 1:30
9. Abbuccamo – 2:49
10. Vertigini in mare aperto – 2:12
11. Ogni giorno e io (Piano: Paolo Pischedda, Voce: Lorenzo Esposito Fornasari) – 3:37 (testo: Ettore Giuradei)

## Formazione
- Carmelo Pipitone – voce, chitarra e Basso
- Jacopo Pierazzuoli – Batteria
- Sam Antonaci - Flauto
- Stefano Costa - Sassofono

## Altri crediti
- Lorenzo Esposito Fornasari (LEF) – Produzione e missaggio
- Benedetta Balloni - Fotografia
- Blackcandy Produzioni - Artwork